# Хижанська сільська рада
| Хижанська сільська рада — колишній орган місцевого самоврядування у Виноградівському районі Закарпатської області з адміністративним центром у с. Хижа. Сільській раді підпорядковані населені пункти: - с. Хижа |

## Склад ради
Рада складається з 18 депутатів та голови.

## Керівний склад сільської ради
| ПІБ                     | Основні відомості                                                 | Дата обрання | Дата звільнення |
| ----------------------- | ----------------------------------------------------------------- | ------------ | --------------- |
| Батин Василь Михайлович | Сільський голова, 1962 року народження, освіта, безпартійний      | 26.03.2006   | 31.10.2010      |
| Гайдук Іван Іванович    | Сільський голова, 1972 року народження, освіта вища, безпартійний | 31.10.2010   |                 |

Примітка: таблиця складена за даними джерела

## Населення
Згідно з переписом УРСР 1989 року чисельність наявного населення сільської ради становила 1505 осіб, з яких 735 чоловіків та 770 жінок.
За переписом населення України 2001 року в сільській раді мешкали 1673 особи.

### Мова
Розподіл населення за рідною мовою за даними перепису 2001 року:
| Мова       | Відсоток |
| ---------- | -------- |
| українська | 99,01 %  |
| російська  | 0,70 %   |
| румунська  | 0,12 %   |
| білоруська | 0,06 %   |
| молдовська | 0,06 %   |
| угорська   | 0,06 %   |